# Convenção Internacional do Ópio
A Convenção Internacional do Ópio, assinada em Haia em 23 de janeiro de 1912, durante a Primeira Conferência Internacional do Ópio, foi o primeiro tratado internacional de controle de drogas. Foi registrada na Liga das Nações em 23 de janeiro de 1922. Os Estados Unidos convocaram uma conferência de 13 nações da Comissão Internacional do Ópio, em 1909, em Xangai, China, em resposta às críticas cada vez maiores ao comércio de ópio. O tratado foi assinado por Alemanha, Estados Unidos, China, França, Reino Unido, Itália, Japão, Países Baixos, Pérsia, Portugal, Rússia e Sião (atual Tailândia). A Convenção previu que "os Poderes contratantes envidarão os seus melhores esforços para controlar, ou para fazer com que sejam controladas, todos os tipos de fabricação, importação, venda, distribuição e exportação de morfina, cocaína e de seus respectivos sais..."
A Convenção foi implementada em 1915 por Estados Unidos, Países Baixos, China, Honduras e Noruega, e entrou em vigor em nível mundial em 1919, quando foi incorporada ao Tratado de Versalhes.
A revisão da Convenção Internacional do Ópio foi assinada em Genebra, em 19 de fevereiro de 1925, que entrou em vigor em 25 de setembro de 1928 e foi registrada na Liga das Nações no mesmo dia. O tratado introduziu um sistema de controle estatístico supervisionado pelo Conselho Central Permanente do Ópio, um órgão da Liga das Nações. O Egito, com o apoio da China e dos Estados Unidos, recomendou que a proibição do haxixe fosse adicionada à Convenção e um sub-comitê propôs o seguinte texto:

O uso de cânhamo indiano e a preparação de produtos derivados só pode ser autorizados para fins médicos e científicos. A resina crua (charas), no entanto, que é extraída dos exemplares femininos da cannabis sativa, juntamente com as suas diversas preparações obtidas a partir dela (haxixe, chira, esrar, diamba, etc), as quais não são utilizadas para fins médicos e só é usada para fins prejudiciais, da mesma maneira como outros narcóticos, não podem ser produzidas, vendidas, comercializadas, etc, em qualquer hipótese.

A Índia e outros países se opuseram a essa linguagem, citando costumes sociais e religiosos e a prevalência do crescimento de plantas de cannabis selvagem que tornam difícil aplicar tais regras. Assim, esta disposição nunca entrou no tratado final. Um compromisso foi feito para proibir a exportação de cânhamo indiano para países que tenham proibido a sua utilização e exigiu que países importadores emitissem certificados para aprovar a importação e afirmar que a transferência era necessária "exclusivamente para fins médicos ou científicos". Foi também posto como necessário que as partes "exercessem um controle efetivo de tal natureza a impedir o tráfico internacional ilícito do cânhamo indiano e, especialmente, de sua resina.".